# Tert-Butylcarbamat
tert-Butylcarbamat (Boc-amin) ist das einfachste Boc-geschützte Amin und erlaubt in Gegenwart von Palladium-Komplexen – über die Zwischenstufe des (hetero)aromatischen tert-Butylcarbamats – die direkte Einführung einer NH2-Gruppe in Halogenaromaten oder Aryl-triflate unter schonenden Bedingungen im Sinne einer Buchwald-Hartwig-Kupplung.

## Vorkommen und Darstellung
tert-Butylcarbamat wird bei der Reaktion von tert-Butanol und Natriumcyanat in Benzol oder Dichlormethan und in Gegenwart von Trifluoressigsäure in einer Reinausbeute von 69 % erhalten.
Nach einer ausgearbeiteten Laborvorschrift werden Ausbeuten von 76 bis 94 % erzielt. Die Verwendung von Natriumcyanat ist kritisch; Kaliumcyanat liefert das Produkt nur in 5%iger Ausbeute.
Die Umsetzung von Di-tert-butyldicarbonat mit Ammoniak in Ethanol erzeugt tert-Butylcarbamat in 98%iger Rohausbeute.

## Eigenschaften
tert-Butylcarbamat ist ein weißer, volatiler, kristalliner Feststoff, der sich in Chlorkohlenwasserstoffen und Alkoholen löst.

## Anwendungen

### Synthese von stickstoffhaltigen Heterocyclen
Ein einfacher Zugang zu 3-Pyrrolinen eröffnet die Reaktion von tert-Butylcarbamat mit cis-1,4-Dichlor-2-buten in Gegenwart der Base Natriumhydrid in DMF, bei der das Boc-geschützte 3-Pyrrolin in 60%iger Ausbeute gebildet wird.
Hochsubstituierte Pyrrole lassen sich analog durch Umsetzung von 1,4-Dihalogen-1,3-dienen mit tert-Butylcarbamat in Gegenwart des Katalysators Kupfer(I)-iodid, des Kupferliganden N,N'-Dimethylethylendiamin (DMEDA) und der Base Caesiumcarbonat in Tetrahydrofuran als Lösungsmittel mit sehr hohen Ausbeuten darstellen.
Auch auf anderen Syntheserouten schwer zugängliche Heteroarylpyrrole, wie z. B. Thienopyrrole, können auf diesem Weg in guten Ausbeuten erhalten werden.
Für die Umsetzung ist die Stellung der Halogenatome an der Doppelbindung (cis- oder trans-Konfiguration) unerheblich.
Mehrfach substituierte Pyrrole sind auch durch eine Eintopfreaktion von sekundären Propargylalkoholen mit 1,3-Dicarbonylverbindungen, wie z. B. Acetessigsäureethylester und tert-Butylcarbamat in Gegenwart von Ruthenium-Katalysatoren und Trifluoressigsäure TFA in brauchbaren Ausbeuten (60 bis 80 %) zugänglich.
Auch Carbazole können aus dem durch Suzuki-Miyaura-Kupplung einfach erhältlichen 2,2'-Biphenylyl-ditriflat und tert-Butylcarbamat in Gegenwart von Palladiumverbindungen und des Phosphinliganden Xantphos dargestellt werden.

### Substitution von Halogenatomen an halogenierten Heteroaromaten und an Halogenaromaten
An elektronenreichen Heterocyclen, wie z. B. 3-Bromfuran, lässt sich das Bromatom mittels tert-Butylcarbamat in einer Kupfer(I)-iodid-katalysierten Reaktion in Gegenwart des Liganden DMEDA praktisch quantitativ durch eine Boc-geschützte Aminogruppe ersetzen.
Die Substitution von Halogenatomen an Halogenaromaten durch eine Boc-geschützte Aminogruppe mittels tert-Butylcarbamat bei Raumtemperatur – im Fall der Arylbromide – in Gegenwart von Palladiumkatalysatoren wurde erstmals von John F. Hartwig im Jahr 1999 berichtet. Das Arylhalogenid wird mit tert-Butylcarbamat in Toluol, mit Natriumphenolat als Base, dem Liganden Tri-tert-butylphosphin (t-Bu3P) und dem Palladiumkatalysator Bis(dibenzylidenaceton)palladium(0) (Pd(dba)2) umgesetzt.
Dabei werden Ausbeuten von 60 bis 80 % an Carbamaten erreicht.
Diese inzwischen als Buchwald-Hartwig-Kupplung bekannte Reaktion wurde durch Verwendung des Pd(dba)2-Komplexes mit Chloroform als Katalysator, dem Phosphinliganden tert-butyl XPhos und der Base Natrium-tert-butanolat so weit optimiert, dass bereits bei Raumtemperatur brauchbare bis gute Ausbeuten erzielt werden.
Die Amidierung von halogenierten Aromaten und Heteroaromaten mit tert-Butylcarbamat gelingt im System Caesiumcarbonat, 1,4-Dioxan, Palladium(II)-acetat und dem Liganden XPhos (Dicyclohexyl(2',4',6'-triisopropylbiphenyl-2-yl)phosphan) bei 100 °C in oft exzellenten Ausbeuten (> 90 %).
Die besten Resultate werden mit Bromarylen erzielt, aber auch Chloraryle liefern bei deutlich längeren Reaktionsdauern brauchbare Ausbeuten.
Interessanterweise lässt sich diese Reaktion auch in micellaren Lösungen bei Raumtemperatur (bis maximal 50 °C) mit vollständigen Umsätzen und guten Reinausbeuten durchführen.
Mit dem nanomizellenbildenden Tensid TPGS-750-M dem Pd-Katalysator Allylpalladium(II)-chlorid dimer und der Base Natrium-tert-butylat in Wasser bei 40 °C wird z. B. bei der Reaktion von 4-Brombenzophenon mit tert-Butylcarbamat das entsprechende Boc-geschützte Amin in 98%iger Ausbeute erhalten (A), während die konventionelle Reaktion im organischen Lösungsmittel Toluol bei 100 °C eine Produktausbeute von 90 % liefert (B).
Das wässrige Medium lässt sich mit hoher Effizienz wiedergewinnen und für erneute Umsetzungen verwenden.